# Halifax (série télévisée)
Pour les articles homonymes, voir Halifax.
Halifax ou Dr Halifax au Québec, (Halifax f.p.) est une série télévisée australienne en 21 épisodes de 100 minutes, créée par Roger Le Mesurier et Roger Simpson et diffusée entre le 9 novembre 1994 et le 7 juillet 2002 sur le réseau Nine Network.
En France, la série a été diffusée à partir de 1998 sur RTL9 et rediffusée à partir du 9 octobre 2004 sur TCM, et au Québec, à partir de janvier 2000 à Séries+.

## Synopsis
Cette série met en scène la séduisante psychiatre Jane Halifax qui, lorsqu'elle ne soigne pas ses patients, aide la police en dressant le profil psychologique de criminels.

## Distribution
- Rebecca Gibney (VF : Blanche Ravalec) : Dr Jane Halifax

 Source et légende : version française (VF) sur RS Doublage

## Épisodes

### Première saison (1994)
1. L'Accident (Acts of Betrayal)
2. Malades et surdoués (Words Without Music)
3. Maquillages macabres (The Feeding)
4. Les Fantômes du passé (My Lovely Girl)
5. Le Rendez-vous manqué (Hard Corps)
6. Le Mensonge de l'esprit (Lies of the Mind)

### Deuxième saison (1995)
1. Non consenti (Without Consent)
2. Infanticide (Cradle and All)
3. Un flic venu d'ailleurs (Sweet Dreams)

### Troisième saison (1996)
1. Les Jumeaux ennemis (Déjà Vu)
2. La mort leur va si bien (Isn't It Romantic)
3. Le Tueur fou (Afraid of the Dark)

### Quatrième saison (1997)
1. Bains de sang (Someone You Know)
2. Meurtre intra-muros (Swimming with Sharks)
3. La Brebis galeuse (A Murder of Crows)

### Cinquième saison (2000)
1. Erreur sur la personne (A Person of Interest)
2. La mouche et l'araignée (The Spider and the Fly)
3. Haine mortelle (A Hate Worse Than Death)

### Sixième saison (2001-2002)
1. Machination (The Scorpion's Kiss)
2. Insoutenable (Playing God)
3. Union maudite (Takes Two)

## Commentaires
Les lettres « f.p. » dans le titre original signifient « forensic psychiatric » que l'on peut traduire par « psychiatre légal ».